# Ralph Dietl
Ralph Lothar Dietl (* 29. Februar 1964 in Stuttgart) ist ein deutscher Historiker.

## Leben und Wirken
Dietl machte in Esslingen Abitur und studierte Geschichte, Philosophie und Wirtschaftswissenschaften an der Universität Tübingen und der Washington University in St. Louis. In Tübingen wurde er 1995 mit einer Arbeit über die US-amerikanische Mittelamerikapolitik unter dem Außenminister William Jennings Bryan promoviert. Von 1995 bis 2001 war er Wissenschaftlicher Assistent bei Franz Knipping im Historischen Seminar der Bergischen Universität Wuppertal. Von 2001 bis 2003 war er Fellow am King’s College London. Er ist seit 2003 Senior Lecturer in European and International Studies an der Queen’s University Belfast.
Dietls Forschungsschwerpunkt sind die internationalen Beziehungen im 20. Jahrhundert unter besonderer Berücksichtigung der Politik- und Militärgeschichte.
Dietls Schwester ist die Gießener Literaturhistorikerin Cora Dietl.

## Schriften (Auswahl)
Monografien
- USA und Mittelamerika. Die Außenpolitik von William J. Bryan, 1913–1915, Franz Steiner Verlag, Stuttgart 1996, ISBN 3-515-06914-3.
- Emanzipation und Kontrolle. Europa in der westlichen Sicherheitspolitik 1948–1963. Eine Innenansicht des westlichen Bündnisses.
  - Bd. 1: Der Ordnungsfaktor Europa 1948–1958. Franz Steiner Verlag, Stuttgart 2006, ISBN 978-3-515-08915-9;
  - Bd. 2: Europa 1958–1963. Ordnungsfaktor oder Akteur? Franz Steiner Verlag, Stuttgart 2007, ISBN 978-3-515-09034-6.
- Equal security. Europe and the SALT process, 1969–1976. Franz Steiner Verlag, Stuttgart 2013, ISBN 978-3-515-10453-1.
- Beyond parity. Europe and the SALT process in the Carter era, 1977–1981. Franz Steiner Verlag, Stuttgart 2016, ISBN 978-3-515-11242-0.
- The strategic defense initiative. Ronald Reagan, NATO Europe, and the nuclear and space talks, 1981–1988. Lexington Books, Lanham 2018, ISBN 978-1-4985-6565-3.

Herausgeberschaften
- Franz Knipping unter Mitarbeit von Ralph Dietl und Fabian Rosenbusch: Vorläufer der Vereinten Nationen. 19. Jahrhundert und Völkerbundszeit. Stämpfli, Bern 1996, ISBN 3-7272-9378-0 / Beck, München 1996, ISBN 3-406-39108-7.
- mit Franz Knipping: Begegnung zweier Kontinente. Die Vereinigten Staaten und Europa seit dem Ersten Weltkrieg, WVT Wiss. Verlag Trier, Trier 1999, ISBN 978-3-88476-371-1.
- Dokumente zur europäischen Sicherheitspolitik. 1948–1963. Franz Steiner Verlag, Stuttgart 2009, ISBN 978-3-515-09341-5.